# Schieferfalke
Der Schieferfalke (Falco concolor) ist ein etwas über turmfalkengroßer Vertreter der Gattung Falken (Falco) innerhalb der Unterfamilie der Eigentlichen Falken (Falconinae). Im Aussehen ähnelt er sehr stark Vertretern der dunklen Morphe des etwas größeren Eleonorenfalken, mit dem der obligate Fernzieher auch die Überwinterungsplätze auf Madagaskar teilt. Schieferfalken haben ihre Brutzeit weitgehend mit dem Durchzugsgipfel kleiner paläarktischer Zugvögel synchronisiert, von denen sie während ihrer Brutzeit sich selbst und ihre Jungen ernähren. Ihre weit verstreuten Brutkolonien liegen vor allem auf Felsklippen in der mittleren und östlichen Sahara, auf Inseln im Roten Meer sowie auf der Arabischen Halbinsel.
Der Schieferfalke wurde lange Zeit von der IUCN als nicht gefährdet (least concern) eingeschätzt. Seit 2008 steht er auf der Liste der potentiell gefährdeten Vogelarten, da Beobachtungen in den Überwinterungsgebieten gezeigt haben, dass die Zahl der Falken deutlich gesunken ist. Statt der 100.000 Individuen, die man früher unterstellte, geht man davon aus, dass derzeit noch maximal 20.000 geschlechtsreife Individuen vorkommen.

## Merkmale

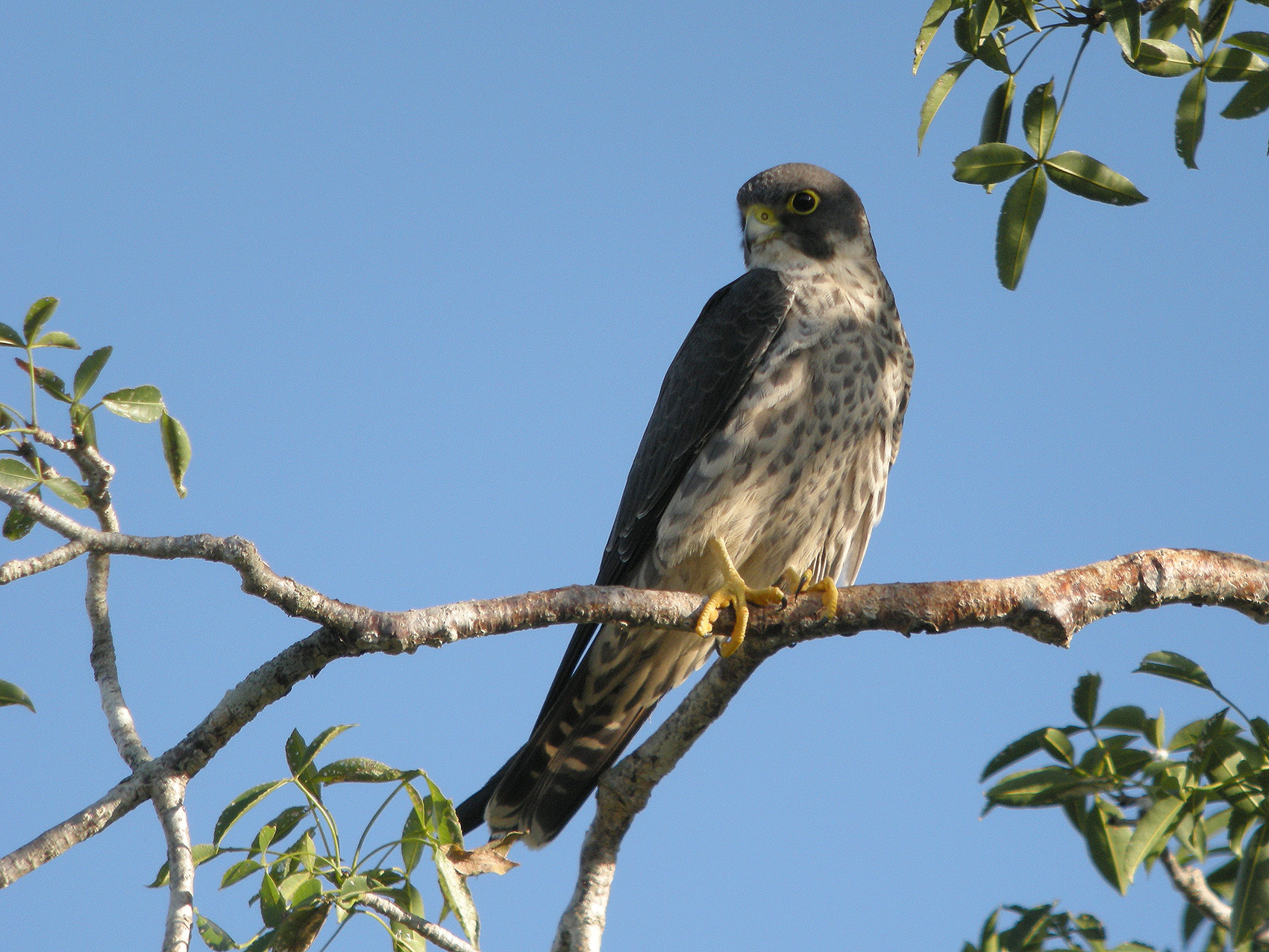
Schieferfalke im Überwinterungsgebiet auf Madagaskar

Mit einer Größe von 32 bis 37 und einer Spannweite von 75 bis 88 Zentimetern ist er etwas kleiner als der Eleonorenfalke und etwas größer als der Baumfalke. Im Adultkleid sind Schieferfalken beiderlei Geschlechts blaugrau gefärbt; Weibchen sind etwas dunkler, sodass der beim Männchen erkennbare Farbkontrast des gesamten Oberseitengefieders zu den fast schwärzlichen Handschwingen bei ihnen kaum auffällt. Bei manchen Individuen sind Wangen, Kehle und Hals etwas heller; bei diesen zeichnet sich ein Bartstreif deutlich ab. Die unbefiederten Partien um die Augen sowie die Wachshaut sind beim Männchen leuchtend gelborange, bei Weibchen bläulich; diese Unterschiede bilden auch die einzige sichere Grundlage einer feldornithologischen Geschlechtsbestimmung, da der reverse Geschlechtsdimorphismus in Bezug auf Größe und Masse beim Eleonorenfalken, wie bei allen Falken, nur undeutlich ausgeprägt ist. Die Läufe sind bei beiden Geschlechtern gelblich, die Krallen schwarz.
Vögel bis zum zweiten Herbstkleid unterscheiden sich deutlich von Adulten. Abgesehen von der geringeren Größe ähneln sie stark weiblichen Eleonorenfalken der hellen Morphe. Ihre Oberseite ist graubraun mit deutlich heller gesäumten Federrändern. Die Unterseite auf rahmgelben, oder isabellfarbenen Grund deutlich dunkel längsgestrichelt. Die Oberseite des Kopfes ist dunkelgrau, die Wangen gelblich; ein Bartstreif ist meist deutlich erkennbar. Die befiederten Partien um die Augen sowie die Wachshaut sind blaugrau. Mit etwa 18 Monaten sind Schieferfalken ausgefärbt.
Im Flug wirken Schieferfalken relativ großköpfig und außerordentlich langflügelig, wobei vor allem die schlanken, spitz zulaufenden Armschwingen auffallen. Bei vielen Schieferfalken sind die mittleren Steuerfedern des insgesamt kurzen Schwanzes etwas verlängert.

### Stimme
In den Brutkolonien ist die Art akustisch sehr präsent, vor allem in den späteren Nachmittagsstunden und am Abend. Häufigster Ruf ist ein nicht besonders schnell gereihtes kii..kii..kii. Daneben auch ein schrilles, lautes Krii-e. . kriie das vielfältig variiert an Rufe des Turmfalkens erinnert.

## Verbreitung und Lebensraum

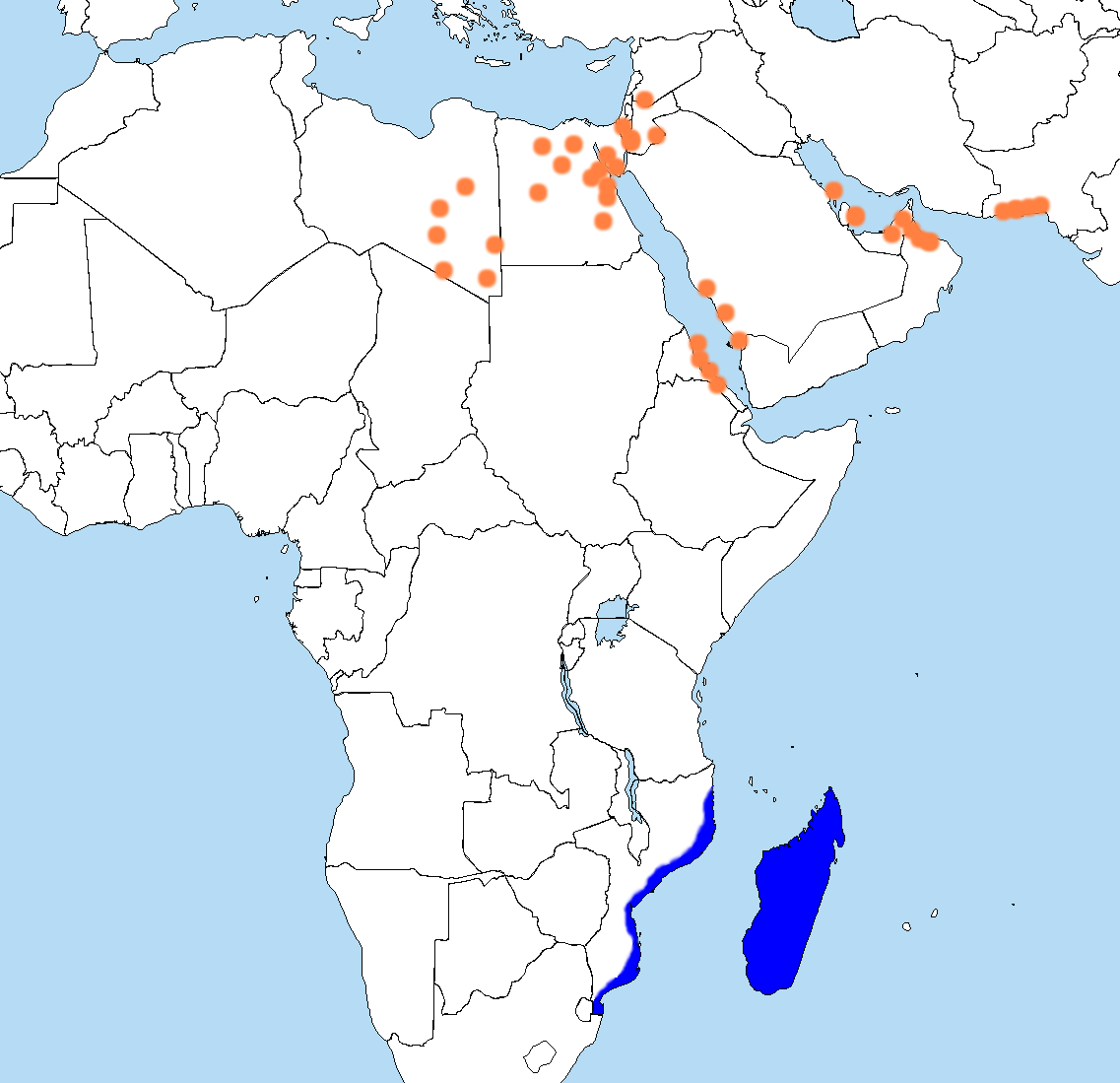
Bekanntes Verbreitungsgebiet des Schieferfalkes
orange: Brutvorkommen
blau: Überwinterungsgebiete

Die Brutverbreitung des Schieferfalkens ist nur zum Teil bekannt. Er brütet im zentralen und südöstlichen Saharagebiet Libyens, in Nord, -Zentral und -Ostägypten, in Israel, Jordanien und Syrien, in zerstreuten Kolonien entlang der West- und Ostküste der Arabischen Halbinsel, sowie auf Felseninseln im Roten Meer. Die südlichsten Brutvorkommen liegen im zum Eritrea gehörenden Dahlak-Archipel, die östlichsten auf Inseln im Persischen Golf sowie an der Küste von Makran in Pakistan. 

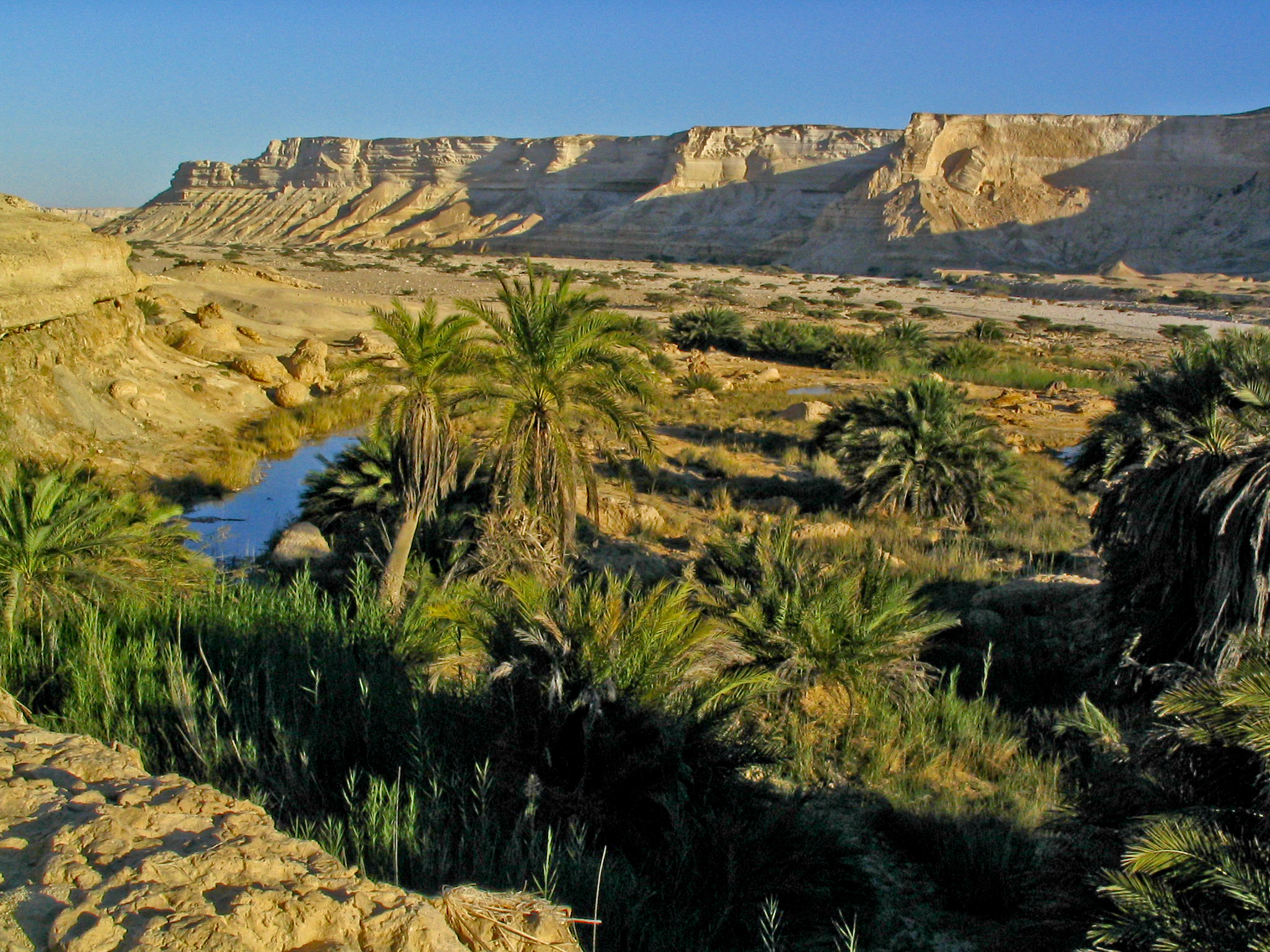
Mögliches Schieferfalkenhabitat in Oman

Schieferfalken brüten in ariden, weitgehend vegetationslosen Gebieten. Ihre Brutplätze und Brutkolonien liegen auf Felsenklippen, entlang von Steilküsten oder auf Koralleninseln, wo sie ihre Nistplätze oft unter Mangroven oder in Quellerbeständen anlegen. Die Brutplätze sind in manchen Gebieten sehr weit, oft mehrere 100 Meter, ja bis zu einigen Kilometern voneinander entfernt; bei geringem Platz, aber günstigem Nahrungsangebot, wie zum Beispiel auf den Brutinseln im südlichen Roten Meer, können die Nestabstände weniger als 10 Meter betragen.
Während der Brutzeit halten sich Schieferfalken vor allem in tiefgelegenen Gebieten und im Küstenbereich auf. Im Winterquartier werden sie bis in Höhen von 1500 Metern angetroffen.
Die Territorialität der Art scheint stark vom durchschnittlichen Nahrungsangebot abzuhängen. So wurden in einer israelischen Population, die sich hauptsächlich von durchziehenden Kleinvögeln ernährt, keine territorial motivierten Aggressionen festgestellt, während Schieferfalken, die auf einer der Küste Omans vorgelagerten Insel brüteten, jeweils einen Küstenabschnitt von etwa 70 Metern behaupteten.

### Wanderungen
Schieferfalken sind meist obligate Fernzieher mit Überwinterungsgebieten vor allem auf Madagaskar und Küstengebieten in Mosambik. Gelegentliche Winterbeobachtungen von Schieferfalken in den südlichsten Verbreitungsgebieten lassen auf fallweise Überwinterungen einiger Individuen im Brutgebiet schließen. Der Wegzug beginnt nicht vor Mitte Oktober, aber noch Mitte November halten sich Schieferfalken auf den Brutinseln im Roten Meer auf. Die Hauptzugroute folgt dem Flusslauf des Nil und dem Großen Afrikanischen Grabenbruch. Westpopulationen überfliegen in südwestlicher Richtung den Golf von Aden um auf die Hauptzugstraße zu stoßen. Die Winterquartiere werden gegen Ende November erreicht; frühestens Ende Februar beginnt der Heimzug. Die Ankunft an den Brutplätzen erfolgt ab Ende April, hauptsächlich aber im Mai.

## Nahrung und Nahrungserwerb
Im Nahrungserwerb gleicht die Art dem Eleonorenfalken. Während der Brutzeit ernähren Schieferfalken sich und ihre Nachkommenschaft ausschließlich mit Vögeln, hauptsächlich durchziehenden kleinen Singvögeln. Die größten Beutetiere sind Wiedehopfe und Flughühner, die Hauptbeute setzt sich jedoch aus kleineren Vögeln wie Laubsängern, Würgern und Seglern zusammen. Die Häufigkeit der verschiedenen Arten im Nahrungsspektrum des Schieferfalken variiert sowohl regional als auch saisonal. In der frühen Zugzeit spielen paläarktische Frühzieher wie Pirol oder Bienenfresser eine wichtige Rolle, regional werden auch häufig Sturmschwalben erbeutet.
Außerhalb der Brutzeit bilden verschiedene Großinsekten, wie Heuschrecken, Grillen, Libellen und Käfer die wichtigsten Nahrungsbestandteile. Daneben werden noch Fledermäuse, Eidechsen und kleine Säugetiere geschlagen. Vögel spielen in dieser Zeit eine eher untergeordnete Rolle.

## Brutbiologie
Schieferfalken werden schon gegen Ende des ersten Lebensjahres geschlechtsreif; manche Weibchen brüten auch schon im ersten, auf die Geburt folgenden Herbst erfolgreich, doch meist sind männliche wie weibliche Erstbrüter ein Jahr älter. Über das Balzverhalten und die Dauer der Paarbindung ist nichts bekannt. Schauflüge während des Heimfluges könnten darauf hinweisen, dass manche Schieferfalken schon verpaart oder zumindest angepaart die Brutplätze erreichen.
Der Nistplatz liegt auf einer ebenen Stelle in einer Felsnische, in Halbhöhlen an Felsklippen, auf den flachen Koralleninseln im Roten Meer auch auf dem Boden, wenn möglich durch Büsche oder Quellerbestände etwas beschattet. In den Felsbrutplätzen werden nordexponierte Lagen bevorzugt. Schieferfalken brüten in dichten Kolonien mit Nistplatzabständen von wenigen Metern, aber auch in lockeren Verbänden, in denen die Entfernung zum Nachbarnest einige Kilometer betragen kann. Gelegentlich werden auch Krähennester, vor allem die des Wüstenraben (Corvus ruficollis) als Nistplatz benutzt. Die Nistmulde wird etwas ausgekratzt, gelegentlich auch spärlich mit Zweigen ausgelegt. Die Hauptbrutzeit ist mit dem regionalen Hauptdurchzug der Singvogelschwärme synchronisiert; die Legezeit liegt zwischen Mitte Juli und Mitte August. Das Gelege besteht aus 2 bis 3 (1 bis 4) Eiern, die im Durchschnitt 40 × 31 Millimeter messen und 22 Gramm wiegen. Sie werden etwa 28 Tage hauptsächlich vom Weibchen bebrütet, das in dieser Zeit vom Männchen mit Nahrung versorgt wird. Auch die Jungen werden ausschließlich vom Weibchen mit der vom Männchen herangebrachten Nahrung geatzt. Überschüssige Beutetiere werden gelegentlich an kühlen Stellen deponiert. Die Nestlingszeit dauert zwischen 32 und 38 Tagen. Nach einer etwa dreiwöchigen Führungszeit sind die Jungen selbständig. Über die Jugenddismigration ist nichts bekannt, doch zeigen Beobachtungen beringter Falken eine sehr große Brutortstreue.

## Systematik
Trotz der in zum Teil isolierte Kolonien fragmentierten Brutverbreitung werden keine Subspezies unterschieden. Genetische Analysen bestätigten die auch auf Grund morphologischer und verhaltensbiologischer Ähnlichkeiten vermutete nahe Verwandtschaft der Art mit dem Baumfalken und dem Eleonorenfalken. Mit diesen bildet der Schieferfalke die monophyletische Untergattung Hypotriorchis innerhalb der Falconinae. Inwieweit noch andere Falken, wie der Afrikanische Baumfalke (Falco cuvieri) oder der Malaienbaumfalke (Falco serverus) dieser Gruppe zuzuzählen sind, ist noch Gegenstand der Forschung.

## Bestand- und Bestandsentwicklung
Auf Grund des großen Verbreitungsgebietes und der weit verstreuten und meist unzugänglichen Brutplätze liegen keine detaillierten Bestandszahlen vor. An den bekannten Brutplätzen brüten etwa 1000 Paare, doch wurden erst in letzter Zeit zum Teil recht individuenstarke Kolonien in Israel und in Jordanien entdeckt. Es wird angenommen, dass viele Kolonien bisher unentdeckt blieben. In den Überwinterungsgebieten, ist der Schieferfalke etwa zehnmal häufiger als der Eleonorenfalke, was unter Zugrundelegung der neuesten Bestandszahlen des Eleonorenfalken einer Gesamtpopulation von mindestens 100.000 Brutpaaren entsprechen würde. Birdlife international geht von einem Weltbestand von etwa 100.000 Individuen aus; diese Schätzungen beruhen jedoch noch auf einer alten, in der Zwischenzeit überholten Bestandserfassung des Eleonorenfalkens. Der Bestand des Schieferfalkens ist zurzeit nicht gefährdet.